# Cantone di Moulins-Sud
Il Cantone di Moulins-Sud era una divisione amministrativa dell'arrondissement di Moulins.
A seguito della riforma approvata con decreto del 27 febbraio 2014, che ha avuto attuazione dopo le elezioni dipartimentali del 2015, è stato soppresso.

## Composizione
Comprendeva parte della città di Moulins e 2 comuni:
- Bressolles
- Toulon-sur-Allier